# ヴァルド派

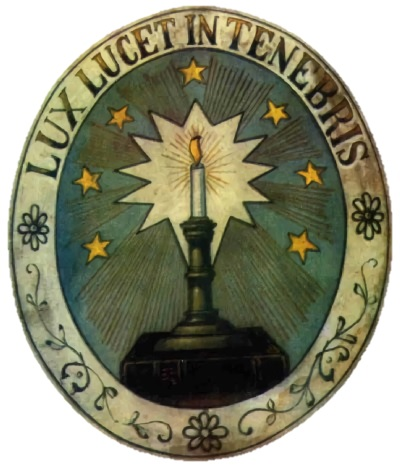
中世のヴァルド派の後裔であるヴァルド派福音教会のシンボル。「光は闇夜の中で輝く」と書かれている。

ヴァルド派 （フランス語: Églises vaudoises）またはワルドー派（英語: Waldensianism）は、12世紀の中世ヨーロッパで発生したキリスト教の教派の1つである。カタリ派と並んで、当時のローマ・カトリック教会側からは異端として迫害された。カトリック教会からは二元論的異端とされたが、近年では福音主義的・聖書主義的特性から宗教改革の先駆とも評される。
元々はピエール・ヴァルドによって創始された信徒宣教運動で、清貧を追求し、禁欲的な生活をすることをテーマとした。自らを「リヨンの貧者」あるいは「ロンバルディアの貧者」と呼んだ。彼らの特徴は清貧の強調と、信徒による説教、聖書の（ラテン語からの）翻訳であった。

## 歴史
創始者ヴァルドはリヨンの裕福な商人であったが、リヨンにやってきた吟遊詩人の歌う聖アレクシス伝を聴いてこの世の富の空しさに気づき、1173年頃に全財産をなげうって巡回説教者となった。ヴァルドは説教しながら街を巡り、人々の喜捨を受けて暮らすことを理想とした。やがてヴァルドの生き方に共鳴する人々が現れ、ヴァルドのグループが形成されていった。ヴァルドの精神はアッシジのフランチェスコの思想と非常に近い。

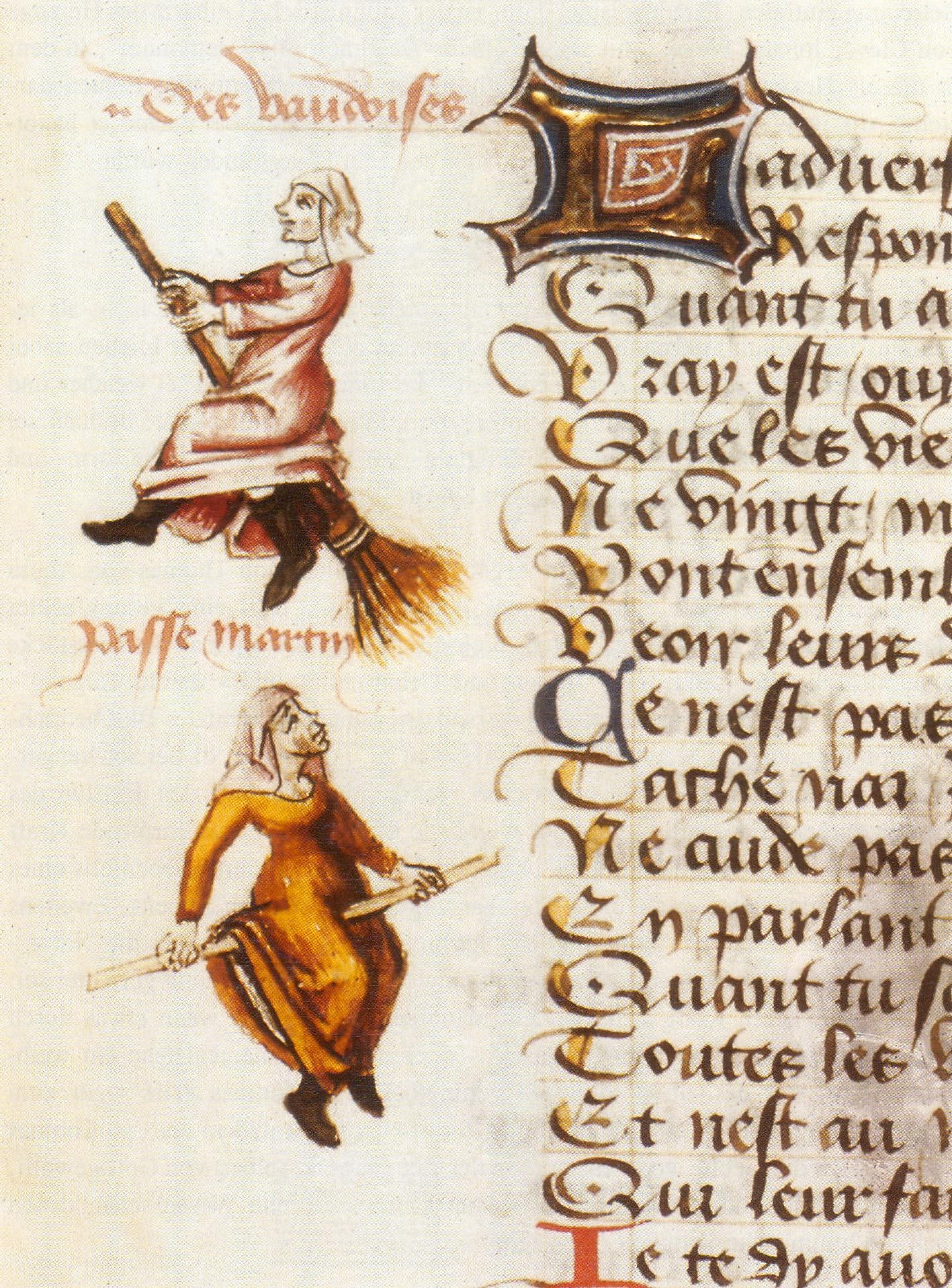
1451年の写本に描かれた魔女としてのヴァルド派の押絵。当時は魔女として同一視された。

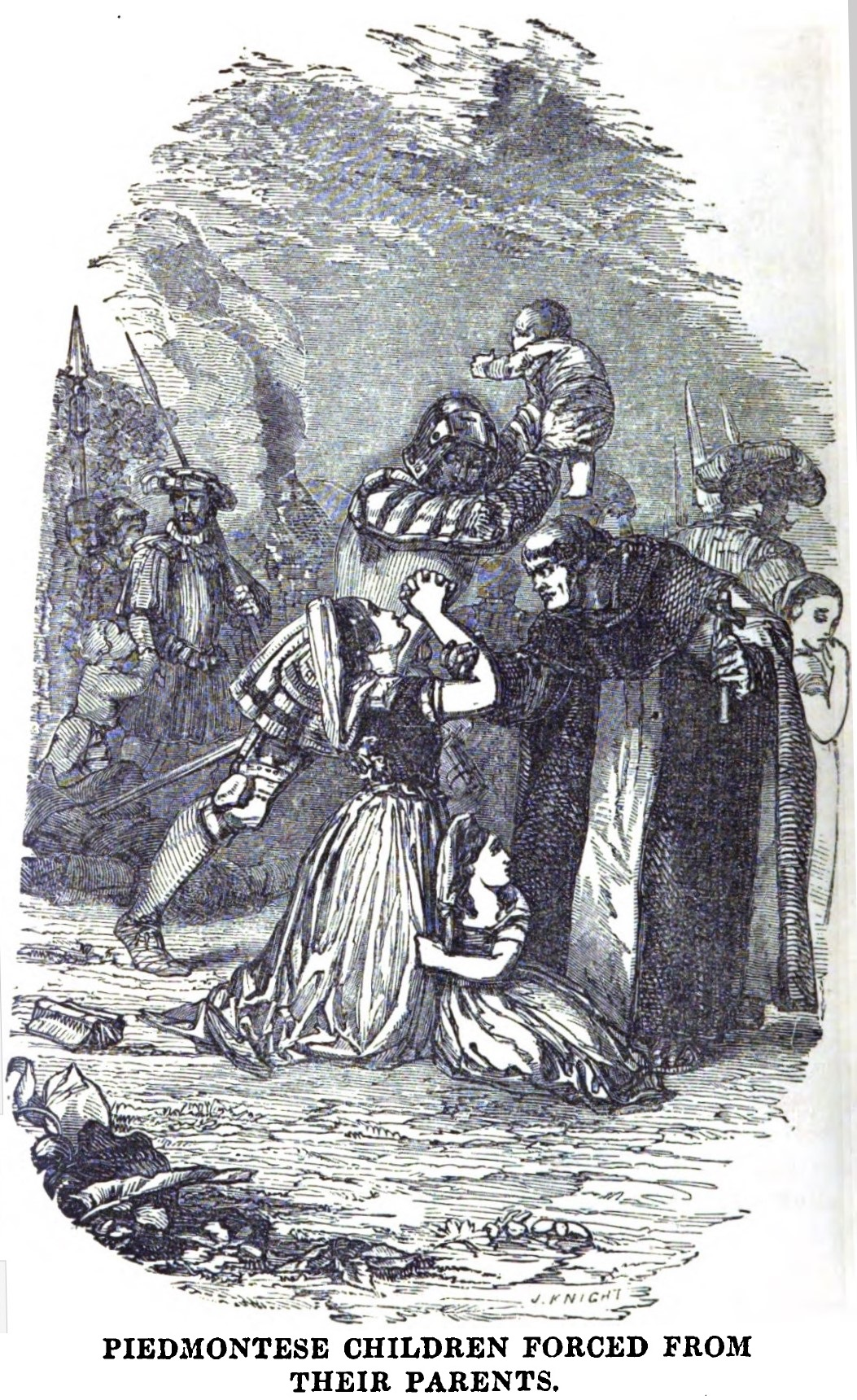
弾圧されるヴァルド派

ヴァルドは教会から公式な説教の許可を得ようとしたが、リヨンの大司教に拒否された。1179年の第3ラテラン公会議に代表者を派遣し、教皇アレクサンドル3世と司教団の直接の許可を得ようとしたが、これは保留となった。ヴァルドは1182年頃リヨン大司教に破門され、1184年には教皇ルキウス3世から異端宣告を受けた。
異端宣告の理由は「教会権威の軽視」。教会上層部はヴァルド派が統制を受けずに自由に説教を行うことを危険視したのである。「霊感なしの説教を行っている」がヴァルド派への有罪宣告であった。さらに「事実無根の誤りだらけの説教を行っている」ともされ、聖書のラテン語以外の言語への翻訳も罪とされた。
ヴァルドたちはこの仕打ちにめげることなく、南フランスや北イタリアで活動し、カタリ派に対して正統信仰を擁護する説教活動を街路や広場、教会で公然と続けた。教会は信徒を取り戻そうして一部は復帰したが、大部分は誤解が解け破門が解除されると期待して自由な説教を続けていた。ヴァルドたちは清貧と使徒的生活を説いたが基本理念は原始教会への回帰にあり、教会からは俗人説教を認められなかった。
しかし、1230年代になり異端審問が発足して草の根まで分け入った異端追跡が始まると、ヴァルド派は地下活動によって自分たちの運動を存続することを選び、秘密裏に町々を移動して説教を行うシステムをつくりあげていく。ヴァルド派の巡回説教者は「ひげ（barba）」と呼ばれていたが、男女を問わないものであった。運動は、北イタリア、フランスの都市化された地域から迫害を避けてアルプス地方、オーストリア、ドイツ、ボヘミアに広がった。
このうちイタリア派（ロンバルディアの貧者）は、表向きは教会の信者を装いながら、裏では福音書に書かれているような道徳を守ることが第一であり、徳のない聖職者には従わなくてもよいと説いた。さらに、蓄財によって腐敗したカトリック教会の組織全体を無意味なものとして否定した。煉獄の観念や聖人崇拝など、聖書に書かれていない教義や慣習も否定した。フランス派（リヨンの貧者）は、教会と連携を保ちつつ形式的、儀式的なものは排除した。フランス派は、アルビジョア十字軍によってカタリ派とともに抹殺され、僅かな生き残りはイタリア派と共にアルプスの谷間に潜んだ。
1300年までには、北イタリアと南フランスでは人里離れた山中の村を除いて一掃されたが、ボヘミアなどのアルプスの北の地域では広まっていたため徹底的に弾圧された。

## 宗教改革以後
宗教改革が始まるとヴァルド派は、スイスの改革派教会に使者を送り教義の齟齬はあったものの1560年代までに独自の信仰のスタイルと実践を放棄し、改革派教会に合流した。そのためアルプスの谷間の信徒は大迫害を受け、生存者はスイスに逃れた。
ピエモンテの渓谷地帯に住んでいたヴァルド派の信者たちも1655年4月の復活祭の前後法王庁の了解の下にサヴォイア家のカルロ・エマヌエーレ2世とフランス王国の連合軍により虐殺された。イングランドのオリバー・クロムウェルがプロテスタント諸国に外交的圧力をかけ、滅亡は免れた。ジョン・ミルトンはこの虐殺の追憶の詩『ピエモンテの虐殺』（On the Late Massacre in Piedmont）を書いた。ミルトンはヴァルド派をプロテスタントの先駆者と認め「私たちの先祖たちが木や石（の偶像）を拝んでいた時に、古い真理を守った」と述べている。またピューリタンは当時からヴァルド派を福音主義教会と認めていた。
1685年、フランスでナント勅令が廃止され、再度フランスによるプロテスタント弾圧政策が実行される。翌年1686年、フランス・サヴォイア連合軍は再度ピエモンテのヴァルド派の渓谷地帯に侵攻した。渓谷地帯の住民はゲリラ戦にて抵抗したが、多くが虐殺され、翌年生き残った住民はスイス等へ追放された。しかし1688年、イングランドで名誉革命が起こりプロテスタントが国王に即位すると情勢が変わり、イギリスとオランダの支援の下、ヴァルド派は残り続け、1689年にアルプスの険しい山脈地帯を旅して元住民たちが谷に帰還した。この一件は、ヴァルド派では”栄光の帰還”として民族的記憶ともいうべきものとなっている。その後もイギリスやオランダ、スイス等の国家やプロテスタント組織の支援の下に復興して、サヴォイア公の忠実な臣民としてスペイン継承戦争ではフランスと勇敢に戦った。イギリスとオランダが後見人兼保証人がついている、ピエモンテの渓谷地帯のヴァルド派は援助や資金を引き出すためにサヴォイア公に利用された。
18世紀後半になってもイギリスからの資金援助は続いたが、ジャコバイトの脅威がなくなったこともあって、ヨーロッパ大陸の同胞に対する興味を薄れていった。谷では静かな生活が続いたが、1789年のフランス革命と続くナポレオン戦争によってサヴォイア家はピエモンテから追放された。ナポレオン・ボナパルトはヴァルド派に好意的で宗教的差別は撤廃され、住民は谷の外でも働けるようになったが、外国軍の駐留が長引くにつれ物価が高騰してプロテスタント諸国からの援助も敵領ということで打ち切られた。1814年にナポレオンの流刑でサヴォイア家が王政復古をすると以前の抑圧体制に戻り、谷の外にいた住民も戻され谷は窮乏した。再びプロテスタント諸国に援助を求め、イギリスでは興味を持った著名人たちの紹介でヴァルド派を支援するようになった。
1848年にはサヴォイア家のカルロ・アルベルト国王によってカトリックと同じ市民権が与えられた。1893年には、ウンベルト1世が谷を訪れ教会を称賛した。これを機会に、王家の子供の乳母はヴァルド派から選ばれるようになった。

## 現在
現在では北イタリアに2万人の信徒がいる。アメリカ合衆国など、メソジストなどと合流したグループもある。プロテスタント諸国の教会からの援助は続いていて交流も盛んである。
2015年6月22日、教皇フランシスコはトリノのヴァルド派寺院でピエモンテの虐殺を含むカトリックによるヴァルド派への迫害について謝罪した。